# Vera von Falkenhausen

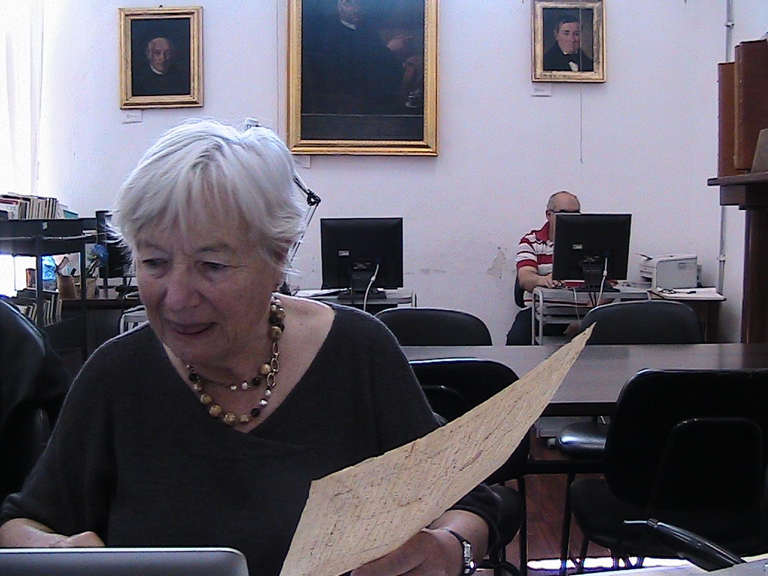
Vera von Falkenhausen in der Biblioteca Liciniana

Vera Charlotte Freiin von Falkenhausen (* 19. Februar 1938 in Essen) ist eine deutsche Byzantinistin, die in Italien lebt und lehrt.

## Leben
Ihre Eltern sind Gotthard von Falkenhausen und Anne-Marie Körte, Tochter der Frieda Gropius und des Univ.-Prof. Alfred Körte. Die Hochzeit der Eltern war am 28. Juni 1926 in Leipzig, sie hat fünf Geschwister. Ihr Großvater war Freiherr Friedrich von Falkenhausen, ihr Urgroßvater der Militär Ludwig von Falkenhausen. Susanne von Falkenhausen ist ihre Cousine.
Vera von Falkenhausen studierte Byzantinistik an der Universität München, wo sie 1966 bei Hans-Georg Beck promoviert wurde. Anschließend war sie von 1968 bis 1970 Stipendiatin am Dumbarton Oaks Center for Byzantine Studies in Washington, D.C. Seit 1970 ist sie Mitglied des Deutschen Historischen Instituts in Rom. Byzantinische Geschichte und Philologie lehrte sie ab 1974 als Dozentin in Pisa, als Professorin in Potenza, in Chieti und schließlich in Rom. Seit 2007 ist sie emeritiert.
In ihrer Forschungsarbeit befasst sie sich seit ihrer Promotion mit verschiedenen Aspekten der byzantinischen Herrschaft in Süditalien und Sizilien. Dabei nimmt die Analyse und Edition griechischer Urkunden einen weiten Raum ein. Seit 2006 ist sie für die Associazione Nazionale per gli Interessi del Mezzogiorno d’Italia Herausgeberin des Archivio storico per la Calabria e la Lucania, das 1931 von Paolo Orsi und Umberto Zanotti Bianco gegründet worden war. Außerdem gehört sie dem Wissenschaftlichen Beirat der seit 2004 erscheinenden Zeitschrift Nea Rhome an.
2010 bis 2012 war sie Vorsitzende der Associazione Italiana di Studi Bizantini.

## Schriften (Auswahl)
- Untersuchungen über die byzantinische Herrschaft in Süditalien vom 9. bis ins 11. Jahrhundert (= Schriften zur Geistesgeschichte des östlichen Europa. 1). Harrassowitz, Wiesbaden 1967, (Zugleich: München, Universität, Dissertation, 1966).
  - Erweiterte italienische Ausgabe: La dominazione bizantina nell’Italia meridionale dal IX all’XI secolo. Ecumenica editrice, Bari 1978.
- I ceti dirigenti prenormanni al tempo della costituzione degli stati normanni nell’Italia meridionale e in Sicilia. In: Gabriella Rossetti (Hrsg.): Forme di potere e struttura sociale in Italia nel Medioevo. Mulino, Bologna 1977, S. 321–377.
- Zur Sprache der mittelalterlichen griechischen Urkunden aus Süditalien und Sizilien. In: Manlio Simonetti (Hrsg.): La cultura in Italia fra Tardo Antico e Alto Medioevo. Atti del Convegno tenuto a Roma, Consiglio Nazionale delle Ricerche, 12–16 November 1979. Band 2. Herder, Rom 1981, S. 611–618.
- Beiträge in Dizionario Biografico degli Italiani.
- Die Städte im byzantinischen Italien. In: Mélanges de l’École Française de Rome. Moyen Âge. Band 101, Nummer 2, 1989, S. 401–464, doi:10.3406/mefr.1989.3053.
- Gregor von Burtscheid und das griechische Mönchtum in Kalabrien. In: Römische Quartalschrift für Christliche Altertumskunde und Kirchengeschichte. Band 93, Nummer 3/4, 1998, S. 215–250.
- Zur Regentschaft der Gräfin Adelasia del Vasto in Kalabrien und Sizilien (1101–1112). In: Ihor Sevcenko, Irmgard Hutter (Hrsg.): Aetos. Studies in honour of Cyril Mango. Presented to him on April 14, 1998. Teubner, Stuttgart u. a. 1998, ISBN 3-519-07440-0, S. 87–115.
- Griechische Beamte in der duana de secretis von Palermo. Eine prosopographische Untersuchung. In: Lars M. Hoffmann (Hrsg.): Zwischen Polis, Provinz und Peripherie. Beiträge zur byzantinischen Geschichte und Kultur (= Mainzer Veröffentlichungen zur Byzantinistik. 7). Harrassowitz, Wiesbaden 2005, ISBN 3-447-05170-1, S. 381–411.
- The South Italian Sources. In: Mary Whitby (Hrsg.): Byzantines and Crusaders in Non-Greek Sources. 1025–1204 (= Proceedings of the British Academy. 132). Oxford University Press, Oxford u. a. 2007, ISBN 978-0-19-726378-5, S. 95–121.
- Straußeneier im mittelalterlichen Kampanien. In: От Царьграда до Белого моря. Сборник статей по средневековому искусству в честь Э. С. Смирновой. Северный поломник, Moskau 2007, ISBN 978-5-94431-215-0, S. 581–598.
- Straßen und Verkehr im byzantinischen Süditalien (6. bis 11. Jahrhundert). In: Thomas Szabó (Hrsg.): Die Welt der europäischen Straßen. Von der Antike bis in die frühe Neuzeit. Böhlau, Köln u. a. 2009, ISBN 978-3-412-20336-8, S. 219–237.
- Sprachengewirr – wer behält das letzte Wort? Sprachliche Vielfalt im sakralen und profanen Kontext. In: Alfried Wieczorek, Bernd Schneidmüller, Stefan Weinfurter (Hrsg.): Die Staufer und Italien. Drei Innovationsregionen im mittelalterlichen Europa. Band 1: Essays (= Publikationen der Reiss-Engelhorn-Museen. 37). CES (Curt-Engelhorn-Stiftung), Mannheim 2010, ISBN 978-3-927774-32-2, S. 341–347.
- Adalbert von Prag und das griechische Mönchtum in Italien. In: Wolfgang Huschner, Enno Bünz, Christian Lübke (Hrsg.): Italien – Mitteldeutschland – Polen. Geschichte und Kultur im europäischen Kontext vom 10. bis zum 18. Jahrhundert (= Schriften zur sächsischen Geschichte und Volkskunde. 42). Leipziger Universitäts-Verlag, Leipzig 2013, ISBN 978-3-86583-639-7, S. 39–56.
- Die Juden im byzantinischen Süditalien und Sizilien (6.–11. Jahrhundert). In: Vera von Falkenhausen, David Jacoby: Studien zum mittelalterlichen Judentum im byzantinischen Kulturraum. Süditalien und Sizilien, Konstantinopel und Kreta. Vorträge an der Universität Trier, 4. Juni und 6. November 2012 (= Arye-Maimon-Institut für Geschichte der Juden. Studien und Texte. 8). Kliomedia, Trier 2013, ISBN 978-3-89890-189-5, S. 9–36.